# Mignonette
Una mignonette (o mignonnette

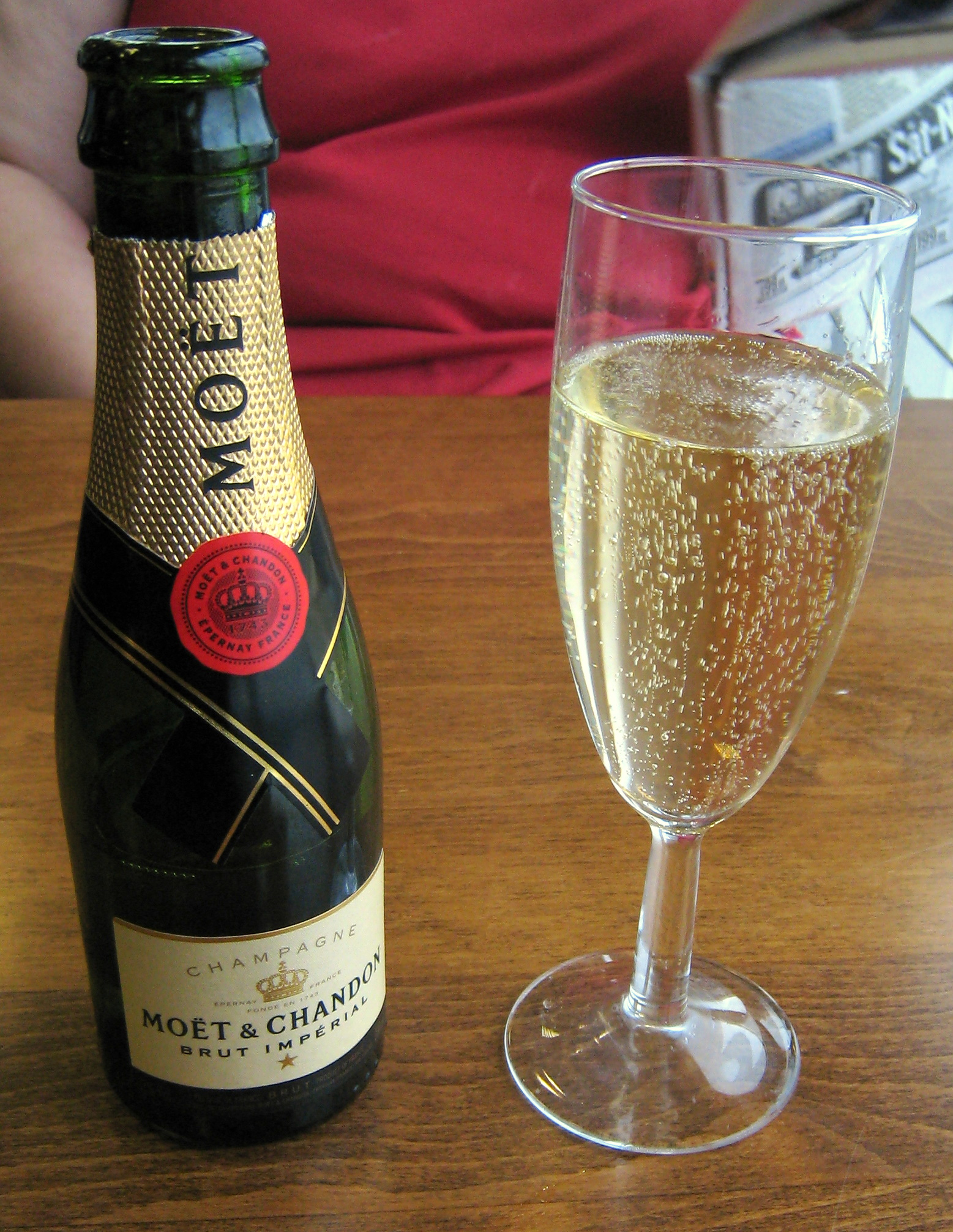
Mignonette di champagne

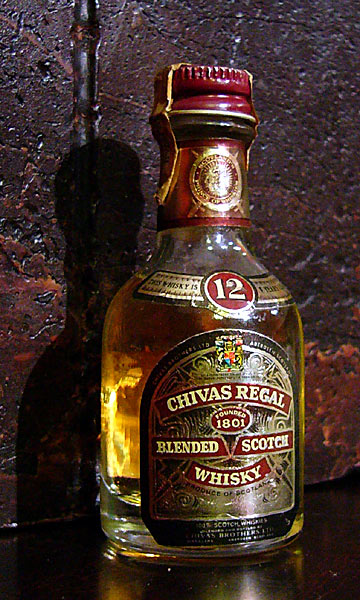
Una mignonette

) è una bottiglia in vetro molto piccola, deve il suo nome alla parola francese mignon.

## Tipi
- La mignonette da champagne è la più piccola bottiglia di tipo champagnotta, contiene 0,2 l. di vino.
- La mignonette o mignon da liquore è una bottiglietta, di piccolo contenuto da un minimo di 2 cl,ì ad un massimo 10 cl, tipicamente di 5 cl,[non chiaro], che riproduce fedelmente nelle forme, colori ed etichetta le bottiglie di dimensioni maggiori; può essere un campioncino di liquore da consumo o un oggetto da collezione.

Nel tempo l'interesse dei collezionisti ha portato quasi tutti i produttori di liquori e non solo a produrre mignonettes di vario tipo, allargando la varietà dei tipi anche a vini, bibite, birre e bevande analcoliche.

## Il mercato delle mignon
Esistono diversi collezionisti che possiedono ancora oggi delle mignon storiche e sono ormai pochi i produttori di distillati che le producono essendo calata notevolmente la richiesta dagli anni 80' in poi.
In Europa esistono alcune aziende che producono le mignon di vino e distillati, ricondizionando i prodotti in origine in mignon di minori capacità. Il ricondizionamento avviene in ambienti inerti con l'obiettivo di mantenere inalterate le caratteristiche organolettiche di origine dei prodotti (vino, distillati).